# رسم العبد (حلب)
رسم العبد قرية سوريّة تتبع إداريّاً لمحافظة حلب منطقة دير حافر ناحية كويرس شرقي، بلغ تعداد سكانها 2,416 نسمة حسب التعداد السكاني لعام 2004.